# Primulina hedyotidea
Chirita hedyotidea là một loài thực vật có hoa trong họ Tai voi. Loài này được Trần Hoán Dong mô tả khoa học đầu tiên năm 1946. Năm 1981, Wen Tsai Wang chuyển nó sang chi Chirita. Năm 2011, Yin Z.Wang chuyển nó sang chi Primulina.